# Хушанг Ебтехаџ
Хушанг Ебтехаџ (персијски: هوشنگ ابتهاج, 26. фебруар 1928 — Келн, 10. август 2022, познат по књижевном псеудониму као Х.Е. Сајех (персијски: ه. ا. سایه, што буквално значи Сенка) био је еминентни ирански песник 20. века, чији су се живот и рад одвијали у време многих политичких, културних и књижевних превирања у Ирану.

## Биографија
Ебтехај је рођен 25. фебруара 1928. године у Рашту у Ирану, у којем је похађао основну школу, након чега се преселио Техеран. Његова прва књига поезије, са уводом еминентног песника „Мехдија Хамидија Ширазија”, објављена је кад је имао 19 година. Током друштвене отворене атмосфере после Другог светског рата, „Саје” се укључио у различите књижевне кругове и допринео појављивању различитих књижевних часописа као што су „Сохан”, „Кејван”, „Садаф”, „Маслехат”, и јоша неких других. За разлику од многих других књижевних фигура тог времена које су се врло ангажовано укључиле у политику и активности од стране левице, Саје је остао веран својој друштвеним и политичким ставовима и уздржао се од дубљег ангажовања. Док је био запослен у компанији „National Cement” 22 године, наставио је своју књижевну активност. Касније га је позвао национални ирански радио да направи програме посвећене традиционалној иранској музици „Голхаје Тазе” и „Голчине Хафте”.
После иранске револуције 1979. године и претњи власти, Саје је провео годину дана у затвору због свога писања. После пуштања на слободу, почео је радити на делу „Хафезу, од Саиеа“, студији различитих публикација о Хафезу. Године 1987. преселио се у Келн, у Немачкој, са својом породицом и тамо живи.

## Поезија
Саје је објавио своју прву збирку поезије док је још био средњошколац у северној провинцији Гилан, у Ирану. Његов укупан учинак, ипак, остаје мали због његовог настојавања на квалитету песничког говора и тачном фразеологијом. У политичкој атмосфери четрдесетих година 20. века, Саје је био жесток заговорник поезије друштвене посвећености. Његова рана поезија открива усмереност ка ангажованој књижевности.
Саје је такође објавио збирку лирских песама (газал), али у класичном стилу. Том приликом он је показао вештину у усавршавању традиционалних жанрова, посебно лирске оде, коју користи за прославе и светих и секуларних тренутака живота. Сајеова поезија, понекад веома емотивна, увек је изузетна због убедљиве директности и нескривеног сентимента.

## Дела

### Поезија
- Прве песме, 1946 (نخستین نغمه‌ها)
- Илузија, 1951 (سراب)
- Суморне патње I, 1953 (سیاه مشق ۱)
- Ноћни, 1953 (شبگیر)
- Земља, 1955 (زمین)
- Странице најдуже ноћи, 1965 (چند برگ از یلدا)
- Суморне патње II, 1973 (سیاه مشق ۲)
- До зоре до ноћи Јалде, 1981 (تا صبح شب یلدا)
- Споменик крви чемпреса, 1981 (یادگار خون سرو)
- Суморне патње III, 1985 (سیاه مشق ۳)
- Суморне патње IV, 1992 (سیاه مشق ۴)
- Огледало у огледалу, одабране песме, 1995 (آینه در آینه)
- Потиштен, 2006 (تاسیان)

### Друго
- Хафезу, од Сајеа, 1994 (حافظ به سعی سایه)

### Преводи песама
Преводи његове поезије Мождеја Марашија и Чада Свинија:
- “Arghavaan.” Washington Square Journal, 2008
- “Search/Circle” and “Moan of the Mirror.” Poetry International 12, 2008
- “Kayvaan Was a Star,” “Sterile,” “The Fall,” and “Bird in the Cage.” Pingpong, Henry Miller Library Journal, (3):, 2008.
- "Sunset on the Green" and "Image." Subtropics, (6):, Fall 2007.
- “Fright,” “Life” and “The Few Thousand Hopes of the Children of Adam.” Crazyhorse (72):, 2007.
- “Night’s Alley.” American Letters & Commentary 19, 2007.
- “The Art of Stepping Through Time” and “Black and White.” Indiana Review 29.2, Winter 2007.
- “Maybe,” “Story” and “Dove’s Wings” Seattle Review, Spring 2007.
- “Numbers” and “Red.” Fourteen Hills, Fall 2005.